# Molde Fotballklubb 2018
Questa voce raccoglie le informazioni riguardanti il Molde Fotballklubb nelle competizioni ufficiali della stagione 2018.

## Stagione
A seguito del 2º posto arrivato nel campionato 2017, nella stagione 2018 il Molde avrebbe partecipato all'Eliteserien, al Norgesmesterskapet e all'Europa League. Il 19 dicembre 2017 sono stati compilati i calendari per l'Eliteserien 2018: alla 1ª giornata, il Molde avrebbe ospitato il Sandefjord all'Aker Stadion.
L'avventura nel Norgesmesterskapet si è chiusa al secondo turno, con l'eliminazione subita per mano del Brattvåg; precedentemente, il Molde aveva superato il Træff.

## Rosa
| N. |                     | Ruolo | Calciatore          |
| -- | ------------------- | ----- | ------------------- |
| 1  | Svezia (bandiera)   | P     | Andreas Linde       |
| 2  | Svezia (bandiera)   | D     | Isak Ssewankambo    |
| 4  | Norvegia (bandiera) | D     | Ruben Gabrielsen    |
| 6  | Norvegia (bandiera) | C     | Stian Gregersen     |
| 7  | Norvegia (bandiera) | C     | Magnus Wolff Eikrem |
| 7  | Norvegia (bandiera) | C     | Mathias Normann     |
| 8  | Senegal (bandiera)  | C     | Babacar Sarr        |
| 9  | Svezia (bandiera)   | A     | Mattias Moström     |
| 10 | Nigeria (bandiera)  | A     | Leke James          |
| 11 | Norvegia (bandiera) | C     | Martin Ellingsen    |
| 12 | Belgio (bandiera)   | P     | Álex Craninx        |
| 13 | Senegal (bandiera)  | A     | Ibrahima Wadji      |
| 14 | Norvegia (bandiera) | D     | Petter Strand       |
| 16 | Norvegia (bandiera) | C     | Etzaz Hussain       |
| 17 | Norvegia (bandiera) | C     | Fredrik Aursnes     |
| 18 | Norvegia (bandiera) | D     | Leo Skiri Østigård  |

| N. |                      | Ruolo | Calciatore              |
| -- | -------------------- | ----- | ----------------------- |
| 19 | Norvegia (bandiera)  | C     | Eirik Hestad            |
| 20 | Camerun (bandiera)   | A     | Thomas Amang            |
| 21 | Norvegia (bandiera)  | C     | Tobias Svendsen         |
| 22 | Danimarca (bandiera) | D     | Christoffer Remmer      |
| 24 | Svezia (bandiera)    | A     | Paweł Cibicki           |
| 24 | Norvegia (bandiera)  | A     | Eman Markovic           |
| 26 | Norvegia (bandiera)  | P     | Mathias Eriksen Ranmark |
| 27 | Nigeria (bandiera)   | A     | Daniel Chima            |
| 28 | Norvegia (bandiera)  | D     | Kristoffer Haugen       |
| 29 | Norvegia (bandiera)  | D     | Vegard Forren           |
| 30 | Norvegia (bandiera)  | A     | Erling Braut Håland     |
| 32 | Svezia (bandiera)    | D     | Christopher Telo        |
| 33 | Norvegia (bandiera)  | A     | Fredrik Brustad         |
| 37 | Norvegia (bandiera)  | C     | Emil Breivik            |
| 43 | Norvegia (bandiera)  | A     | Sivert Gussiås          |

## Calciomercato

### Sessione invernale(dal 01/01 al 31/03)
| Arrivi           | Arrivi              | Arrivi         | Arrivi        |
| R.               | Nome                | da             | Modalità      |
| ---------------- | ------------------- | -------------- | ------------- |
| D                | Kristoffer Haugen   | Viking         | definitivo    |
| C                | Etzaz Hussain       | Odd            | fine prestito |
| A                | Daniel Chima        | Legia Varsavia | definitivo    |
| Altre operazioni |                     |                |               |
| R.               | Nome                | da             | Modalità      |
| P                | Neydson             | Elverum        | fine prestito |
| D                | Ole Martin Rindarøy | Sogndal        | fine prestito |
| D                | Kristian Strande    | Brattvåg       | fine prestito |
| C                | Agnaldo             | Vila Nova      | fine prestito |
| C                | Ola Ormset Husby    | Brattvåg       | fine prestito |

| Partenze | Partenze              | Partenze   | Partenze   |
| R.       | Nome                  | a          | Modalità   |
| -------- | --------------------- | ---------- | ---------- |
| P        | Jonatan Byttingsvik   | Levanger   | definitivo |
| P        | Neydson               | Brattvåg   | definitivo |
| D        | Sonni Nattestad       | Aalesund   | prestito   |
| D        | Knut Olav Rindarøy    |            | ritiro     |
| D        | Ole Martin Rindarøy   | Sogndal    | definitivo |
| D        | Martin Ove Roseth     | Levanger   | prestito   |
| D        | Leo Skiri Østigård    | Viking     | prestito   |
| D        | Isak Ssewankambo      | Malmö FF   | prestito   |
| D        | Kristian Strande      | Egersund   | definitivo |
| D        | Joona Toivio          | Nieciecza  | definitivo |
| C        | Agnaldo               | RoPS       | prestito   |
| C        | Ola Ormset Husby      | Brattvåg   | definitivo |
| A        | Óttar Magnús Karlsson | Trelleborg | prestito   |
| A        | Björn Sigurðarson     | Rostov     | definitivo |

### Tra le due sessioni
| Arrivi | Arrivi     | Arrivi | Arrivi     |
| R.     | Nome       | da     | Modalità   |
| ------ | ---------- | ------ | ---------- |
| A      | Leke James |        | svincolato |

| Partenze | Partenze        | Partenze        | Partenze      |
| R.       | Nome            | a               | Modalità      |
| -------- | --------------- | --------------- | ------------- |
| C        | Mathias Normann | Brighton        | fine prestito |
| A        | Eman Markovic   | Zrinjski Mostar | definitivo    |

### Sessione estiva(dal 19/07 al 15/08)
| Arrivi           | Arrivi              | Arrivi    | Arrivi        |
| R.               | Nome                | da        | Modalità      |
| ---------------- | ------------------- | --------- | ------------- |
| P                | Álex Craninx        |           | svincolato    |
| C                | Magnus Wolff Eikrem |           | svincolato    |
| A                | Paweł Cibicki       | Leeds Utd | prestito      |
| Altre operazioni |                     |           |               |
| R.               | Nome                | da        | Modalità      |
| D                | Sonni Nattestad     | Aalesund  | fine prestito |
| D                | Leo Skiri Østigård  | Viking    | fine prestito |

| Partenze | Partenze           | Partenze  | Partenze   |
| R.       | Nome               | a         | Modalità   |
| -------- | ------------------ | --------- | ---------- |
| D        | Leo Skiri Østigård | Brighton  | definitivo |
| C        | Tobias Svendsen    | Haugesund | prestito   |
| A        | Ibrahima Wadji     | Haugesund | prestito   |

### Dopo la sessione estiva
| Arrivi | Arrivi | Arrivi | Arrivi   |
| R.     | Nome   | da     | Modalità |
| ------ | ------ | ------ | -------- |

| Partenze | Partenze        | Partenze            | Partenze |
| R.       | Nome            | a                   | Modalità |
| -------- | --------------- | ------------------- | -------- |
| D        | Sonni Nattestad | Horsens             | prestito |
| A        | Fredrik Brustad | Hamilton Academical | prestito |

## Risultati

### Eliteserien

#### Girone di andata
| Arbitro: | Hobber Nilsen (Oslo) |

|                                                                |           |  |
| Aursnes 24’ (rig.) Brustad 36’ Amang 57’ Hestad 63’ Strand 65’ | Marcatori |  |

| Arbitro: | Hansen (Feda) |

|  |           |            |
|  | Marcatori | 9’ Aursnes |

| Arbitro: | Døvle (Larvik) |

|                  |           |            |
| Hussain 24’, 28’ | Marcatori | 43’ Taylor |

| Arbitro: | Steen (Bergen) |

|                                                  |           |  |
| Bendtner 20’, 69’ Søderlund 30’ A. Konradsen 52’ | Marcatori |  |

| Arbitro: | Moen (Haugesund) |

|                                   |           |              |
| Braut Håland 41’ (rig.) Wadji 90’ | Marcatori | 25’ Krogstad |

| Oslo 22 aprile 2018, ore 20:00 6ª giornata | Vålerenga          | 0 – 0 referto | Molde | Intility Arena (8.436 spett.)\| Arbitro: \| Hafsås (Trondheim) \| |
| Arbitro:                                   | Hafsås (Trondheim) |               |       |                                                                   |

| Arbitro: | Skjerven (Kaupanger) |

|  |           |                |
|  | Marcatori | 36’ Nordkvelle |

| Arbitro: | Hobber Nilsen (Oslo) |

|                      |           |                             |
| Agger 1’, 25’ (rig.) | Marcatori | 8’ Braut Håland 29’ Normann |

| Arbitro: | Eskås (Oslo) |

|            |           |                             |
| Hestad 44’ | Marcatori | 68’ Zinckernagel 90’ Opseth |

| Arbitro: | Døvle (Larvik) |

|                           |           |  |
| Gabrielsen 56’ Hestad 79’ | Marcatori |  |

### Norgesmesterskapet
| Arbitro: | Følstad Skarsem (Trondheim) |

|              |           |                                               |
| Jonassen 46’ | Marcatori | 7’, 63’, 90’ Chima 11’, 26’ Wadji 14’ Brustad |

| Arbitro: | Tennøy (Bergen) |

|              |           |  |
| Stensøe 105’ | Marcatori |  |

## Statistiche

### Statistiche di squadra
| Competizione       | Punti | In casa | In casa | In casa | In casa | In casa | In casa | In trasferta | In trasferta | In trasferta | In trasferta | In trasferta | In trasferta | Totale | Totale | Totale | Totale | Totale | Totale | DR |
| Competizione       | Punti | G       | V       | N       | P       | Gf      | Gs      | G            | V            | N            | P            | Gf           | Gs           | G      | V      | N      | P      | Gf     | Gs     | DR |
| ------------------ | ----- | ------- | ------- | ------- | ------- | ------- | ------- | ------------ | ------------ | ------------ | ------------ | ------------ | ------------ | ------ | ------ | ------ | ------ | ------ | ------ | -- |
| Eliteserien        | 0     | 0       | 0       | 0       | 0       | 0       | 0       | 0            | 0            | 0            | 0            | 0            | 0            | 0      | 0      | 0      | 0      | 0      | 0      | 0  |
| Norgesmesterskapet | -     | 0       | 0       | 0       | 0       | 0       | 0       | 0            | 0            | 0            | 0            | 0            | 0            | 0      | 0      | 0      | 0      | 0      | 0      | 0  |
| Europa League      | -     | 0       | 0       | 0       | 0       | 0       | 0       | 0            | 0            | 0            | 0            | 0            | 0            | 0      | 0      | 0      | 0      | 0      | 0      | 0  |
| Totale             | -     | 0       | 0       | 0       | 0       | 0       | 0       | 0            | 0            | 0            | 0            | 0            | 0            | 0      | 0      | 0      | 0      | 0      | 0      | 0  |

### Andamento in campionato
| Giornata  | 1 | 2 | 3 | 4 | 5 | 6 | 7 | 8 | 9 | 10 | 11 | 12 | 13 | 14 | 15 | 16 | 17 | 18 | 19 | 20 | 21 | 22 | 23 | 24 | 25 | 26 | 27 | 28 | 29 | 30 |
| --------- | - | - | - | - | - | - | - | - | - | -- | -- | -- | -- | -- | -- | -- | -- | -- | -- | -- | -- | -- | -- | -- | -- | -- | -- | -- | -- | -- |
| Luogo     | C | T | C | T | C | T | C | T | C | C  | T  | C  | T  | C  | T  | C  | T  | C  | T  | C  | T  | C  | T  | C  | T  | C  | T  | T  | C  | T  |
| Risultato | V | V | V | P | V | N | P | N | P | V  |    |    |    |    |    |    |    |    |    |    |    |    |    |    |    |    |    |    |    |    |
| Posizione | 1 | 1 | 1 | 2 | 2 | 2 | 3 | 3 | 6 | 6  |    |    |    |    |    |    |    |    |    |    |    |    |    |    |    |    |    |    |    |    |

Fonte:  Eliteserien 2018, su altomfotball.no, Altomfotball.
Legenda:

Luogo: C = Casa; T = Trasferta. Risultato: V = Vittoria; N = Pareggio; P = Sconfitta.

### Statistiche dei giocatori
| Giocatore          | Eliteserien | Eliteserien | Eliteserien | Eliteserien | Norgesmesterskapet | Norgesmesterskapet | Norgesmesterskapet | Norgesmesterskapet | Europa League | Europa League | Europa League | Europa League | Altre coppe | Altre coppe | Altre coppe | Altre coppe | Totale   | Totale | Totale      | Totale     |
| Giocatore          | Presenze    | Reti        | Ammonizioni | Espulsioni  | Presenze           | Reti               | Ammonizioni        | Espulsioni         | Presenze      | Reti          | Ammonizioni   | Espulsioni    | Presenze    | Reti        | Ammonizioni | Espulsioni  | Presenze | Reti   | Ammonizioni | Espulsioni |
| ------------------ | ----------- | ----------- | ----------- | ----------- | ------------------ | ------------------ | ------------------ | ------------------ | ------------- | ------------- | ------------- | ------------- | ----------- | ----------- | ----------- | ----------- | -------- | ------ | ----------- | ---------- |
| T. Amang           | 0           | 0           | 0           | 0           | 0                  | 0                  | 0                  | 0                  | 0             | 0             | 0             | 0             |             |             |             |             | 0        | 0      | 0           | 0          |
| F. Aursnes         | 0           | 0           | 0           | 0           | 0                  | 0                  | 0                  | 0                  | 0             | 0             | 0             | 0             |             |             |             |             | 0        | 0      | 0           | 0          |
| E. Braut Håland    | 0           | 0           | 0           | 0           | 0                  | 0                  | 0                  | 0                  | 0             | 0             | 0             | 0             |             |             |             |             | 0        | 0      | 0           | 0          |
| E. Breivik         | 0           | 0           | 0           | 0           | 0                  | 0                  | 0                  | 0                  | 0             | 0             | 0             | 0             |             |             |             |             | 0        | 0      | 0           | 0          |
| F. Brustad         | 0           | 0           | 0           | 0           | 0                  | 0                  | 0                  | 0                  | 0             | 0             | 0             | 0             |             |             |             |             | 0        | 0      | 0           | 0          |
| D. Chima           | 0           | 0           | 0           | 0           | 0                  | 0                  | 0                  | 0                  | 0             | 0             | 0             | 0             |             |             |             |             | 0        | 0      | 0           | 0          |
| P. Cibicki         | 0           | 0           | 0           | 0           | -                  | -                  | -                  | -                  | 0             | 0             | 0             | 0             |             |             |             |             | 0        | 0      | 0           | 0          |
| Á. Craninx         | 0           | -0          | 0           | 0           | -                  | -                  | -                  | -                  | 0             | -0            | 0             | 0             |             |             |             |             | 0        | 0      | 0           | 0          |
| M. Ellingsen       | 0           | 0           | 0           | 0           | 0                  | 0                  | 0                  | 0                  | 0             | 0             | 0             | 0             |             |             |             |             | 0        | 0      | 0           | 0          |
| M. Eriksen Ranmark | 0           | -0          | 0           | 0           | 0                  | -0                 | 0                  | 0                  | 0             | -0            | 0             | 0             |             |             |             |             | 0        | 0      | 0           | 0          |
| V. Forren          | 0           | 0           | 0           | 0           | 0                  | 0                  | 0                  | 0                  | 0             | 0             | 0             | 0             |             |             |             |             | 0        | 0      | 0           | 0          |
| R. Gabrielsen      | 0           | 0           | 0           | 0           | 0                  | 0                  | 0                  | 0                  | 0             | 0             | 0             | 0             |             |             |             |             | 0        | 0      | 0           | 0          |
| S. Gregersen       | 0           | 0           | 0           | 0           | 0                  | 0                  | 0                  | 0                  | 0             | 0             | 0             | 0             |             |             |             |             | 0        | 0      | 0           | 0          |
| S. Gussiås         | 0           | 0           | 0           | 0           | 0                  | 0                  | 0                  | 0                  | 0             | 0             | 0             | 0             |             |             |             |             | 0        | 0      | 0           | 0          |
| K. Haugen          | 0           | 0           | 0           | 0           | 0                  | 0                  | 0                  | 0                  | 0             | 0             | 0             | 0             |             |             |             |             | 0        | 0      | 0           | 0          |
| E. Hestad          | 0           | 0           | 0           | 0           | 0                  | 0                  | 0                  | 0                  | 0             | 0             | 0             | 0             |             |             |             |             | 0        | 0      | 0           | 0          |
| E. Hussain         | 0           | 0           | 0           | 0           | 0                  | 0                  | 0                  | 0                  | 0             | 0             | 0             | 0             |             |             |             |             | 0        | 0      | 0           | 0          |
| L. James           | 0           | 0           | 0           | 0           | 0                  | 0                  | 0                  | 0                  | 0             | 0             | 0             | 0             |             |             |             |             | 0        | 0      | 0           | 0          |
| A. Linde           | 0           | -0          | 0           | 0           | 0                  | -0                 | 0                  | 0                  | 0             | -0            | 0             | 0             |             |             |             |             | 0        | 0      | 0           | 0          |
| E. Markovic        | 0           | 0           | 0           | 0           | 0                  | 0                  | 0                  | 0                  | 0             | 0             | 0             | 0             |             |             |             |             | 0        | 0      | 0           | 0          |
| M. Moström         | 0           | 0           | 0           | 0           | 0                  | 0                  | 0                  | 0                  | 0             | 0             | 0             | 0             |             |             |             |             | 0        | 0      | 0           | 0          |
| M. Normann         | 0           | 0           | 0           | 0           | 0                  | 0                  | 0                  | 0                  | 0             | 0             | 0             | 0             |             |             |             |             | 0        | 0      | 0           | 0          |
| C. Remmer          | 0           | 0           | 0           | 0           | 0                  | 0                  | 0                  | 0                  | 0             | 0             | 0             | 0             |             |             |             |             | 0        | 0      | 0           | 0          |
| B. Sarr            | 0           | 0           | 0           | 0           | 0                  | 0                  | 0                  | 0                  | 0             | 0             | 0             | 0             |             |             |             |             | 0        | 0      | 0           | 0          |
| L. Skiri Østigård  | 0           | 0           | 0           | 0           | 0                  | 0                  | 0                  | 0                  | 0             | 0             | 0             | 0             |             |             |             |             | 0        | 0      | 0           | 0          |
| I. Ssewankambo     | 0           | 0           | 0           | 0           | 0                  | 0                  | 0                  | 0                  | 0             | 0             | 0             | 0             |             |             |             |             | 0        | 0      | 0           | 0          |
| P. Strand          | 0           | 0           | 0           | 0           | 0                  | 0                  | 0                  | 0                  | 0             | 0             | 0             | 0             |             |             |             |             | 0        | 0      | 0           | 0          |
| T. Svendsen        | 0           | 0           | 0           | 0           | 0                  | 0                  | 0                  | 0                  | 0             | 0             | 0             | 0             |             |             |             |             | 0        | 0      | 0           | 0          |
| C. Telo            | 0           | 0           | 0           | 0           | 0                  | 0                  | 0                  | 0                  | 0             | 0             | 0             | 0             |             |             |             |             | 0        | 0      | 0           | 0          |
| I. Wadji           | 0           | 0           | 0           | 0           | 0                  | 0                  | 0                  | 0                  | 0             | 0             | 0             | 0             |             |             |             |             | 0        | 0      | 0           | 0          |
| M. Wolff Eikrem    | 0           | 0           | 0           | 0           | -                  | -                  | -                  | -                  | 0             | 0             | 0             | 0             |             |             |             |             | 0        | 0      | 0           | 0          |